# Малишенко Олександр Вікторович
Олександр Вікторович Малишенко (* 30 червня 1960, Луганськ) — радянський і український футболіст. Найрезультативніший нападник за всі часи в луганській «Зорі». Майстер спорту СРСР — 1989 рік.

## Спортивна біографія
Вихованець луганського футболу. Першим тренером у визнаного українського бомбардира був не менш видатний футбольний фахівець — Вадим Дмитрович Добіжа.
Після закінчення луганського спортінтернату, юний Малишенко майже з 17-ти років став виступати в луганській «Зорі», де за невеликий час свого перебування став основним нападником та стиржневим гравцем команди. На молодого здібного гравця полювали селекціонери багатьох клубів тодішньої вищої ліги чемпіонату СРСР, але він зупинив свій вибір на дебютанті «вишки» сімферопольській «Таврії», в якій за підсумками сезону став найкращим бомбардиром, але кримчани залишили елітний дивізіон. Сашко повернувся до «Зорі». Після чотирьох сезонів, проведених у рідній команді, настав час проходити службу. Черговим клубом Малишенка став армійський клуб зі Львова СКА «Карпати», в якому він провів непогані пару сезонів. Зі Львова його запросили до харківського «Металіста». З харківським клубом, Сашко тріумфував у Кубку СРСР. Це був його найзначніший командний титул. Після «Металіста» він повертається в «Зорю». Потім на професійному рівні грає за декілька українських та угорських клубів.
Завершив свою довгу ігрову кар'єру на аматорському рівні майже в 42-му віці в одній з луганських команд на першості області.
Ігрова характеристика: Природжений форвард, який володів неповторним почерком і своєрідним баченням гри, демонстрував бездоганну техніку, відмінну координацію. Відрізнявся умінням миттєво приймати правильні рішення і разом з тим завдати точного сильний удар, прекрасно прикривав м'яч корпусом, часто діяв на випередження суперника. Володів неймовірним гольовим чуттям. Міг поодинці, завдяки блискучому дриблінгу, вирішити результат поєдинку.
Нині проживає в Луганську. Займається підприємництвом.

## Титули та досягнення
- Володар Кубка СРСР 1988 року.
- Фіналіст Кубка Федерації футболу СРСР: 1987 року.
- Переможець першого дивізіону чемпіонату Угорщини: 1991/1992 рр.
- Переможець другої ліги чемпіонату України: 1996/1997 рр.
- Переможець Молодіжних ігор СРСР: 1977 року.
- Найкращий бомбардир в історії луганської «Зорі» — 124 голи.
- В списку 50-ти найкращих футболістів луганської «Зорі».